# Paradoxul lui Olbers

Pe măsură ce stelele mai îndepărtate apar în această animație reprezentând un univers infinit, omogen și static, ele umplu cu lumină golurile dintre stelele apropiate. Paradoxul lui Olbers susține că, deoarece cerul de noapte este întunecat, cel puțin una dintre aceste trei ipoteze despre natura universului trebuie să fie falsă.

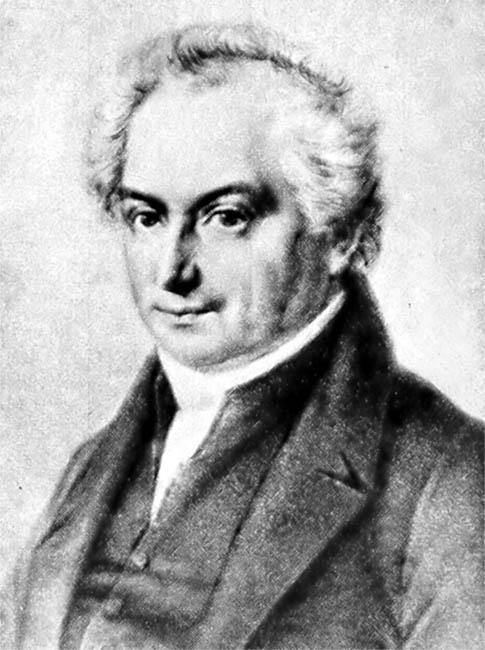
Heinrich Wilhelm Olbers

În astrofizică și cosmologia fizică, paradoxul lui Olbers, numit după astronomul german Heinrich Wilhelm Olbers (1758-1840), cunoscut și sub denumirea de paradoxul cerului de noapte întunecat sau paradoxul fotometric, spune că într-un univers infinit, static și uniform, cerul nopții ar fi complet iluminat de nenumărate stelele și foarte luminos și nu ar trebui să fie negru. O primă explicație a paradoxului a dat-o chiar Olbers: norii de praf interstelari absorb mare parte din lumina stelelor. Însă, dacă norii ar absorbi lumina stelelor, ar deveni la fel de luminoși ca stelele, amplificând fenomenul de luminozitate pe timp de noapte.
Poetul Edgar Allan Poe în eseul său  Eureka (1848) a sugerat că dimensiunea finită a universului observabil rezolvă paradoxul aparent, universul nu este suficient de vechi și are o geneză.
Dacă succesiunea de stelele este infinită, atunci fondul cerului ar prezenta o luminozitate uniformă, cum ar fi cea afișată de galaxie - deoarece nu ar putea exista absolut niciun punct în acel fond în care să nu existe o stea. Singurul mod în care, într-o astfel de stare de lucruri, am putea înțelege golurile pe care telescoapele noastre le găsesc în toate direcțiile, ar fi presupunând că distanța până la acest fond invizibil este atât de imensă încât nici o rază de la el nu a putut încă să ajungă la noi.
Paradoxul lui Olbers este considerat o dovadă a faptului că Universul nu este static.

## Vezi și
- Paradoxul lui Bentley
- Paradoxul lui Seeliger
- Listă de paradoxuri